# Soline (Sali)

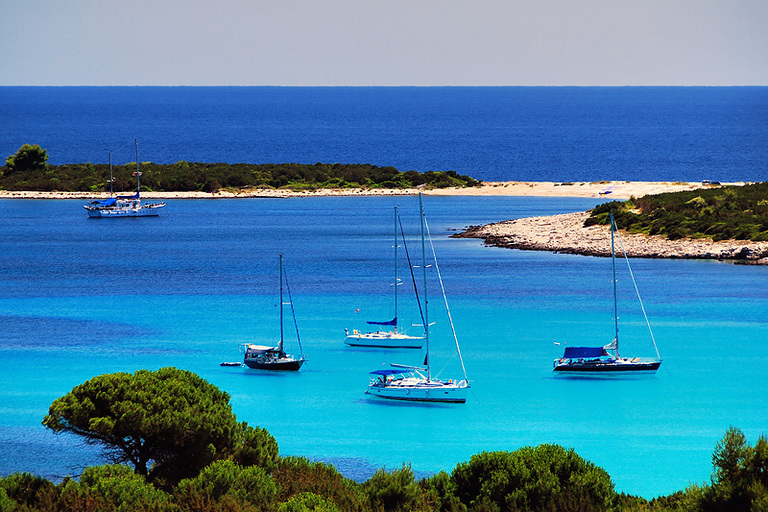
Soline

Soline (italsky Saline) je malá vesnice a přímořské letovisko v Chorvatsku v Zadarské župě, nacházející se na ostrově Dugi otok, spadající pod opčinu Sali. V roce 2011 zde žilo celkem 38 obyvatel. V roce 1991 většinu obyvatelstva (78,22 %) tvořili Chorvati.
Sousedními vesnicemi jsou Božava, Dragove, Verunić a Veli Rat. Nejdůležitější dopravní komunikací je silnice D109.